# Bocchoris

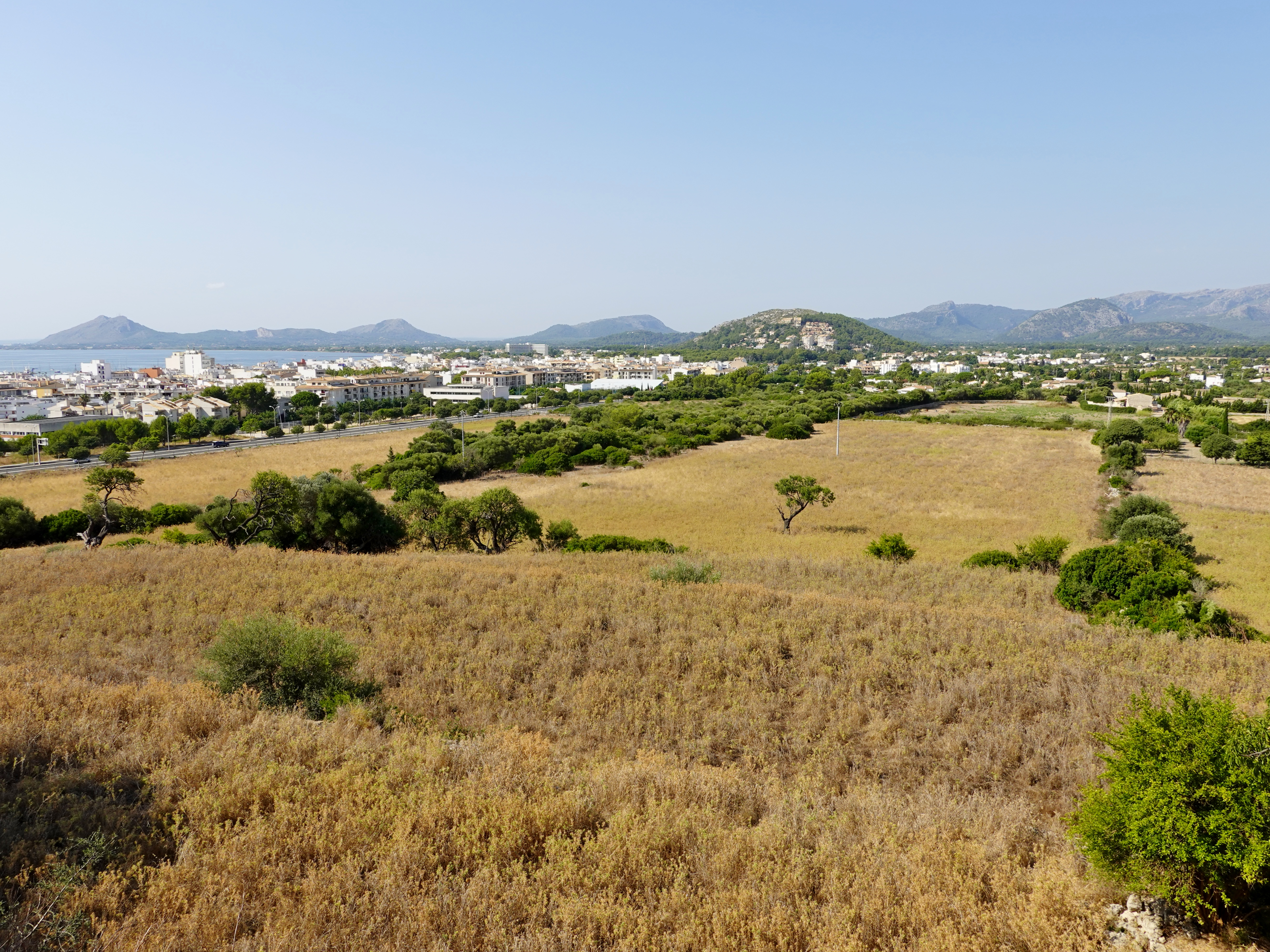
Fläche der ehemaligen Stadt

Bocchoris (auch Bocchor, Bocchorum oder Oppidum Bochoritanum) war eine antike Stadt bei Port de Pollença im Norden der spanischen Baleareninsel Mallorca. Es handelt sich um eine der ältesten bekannten Siedlungen der Insel, deren Geschichte bis in die vorrömische Zeit zurückreicht. Plinius der Ältere bezeichnete das nahe der Badia de Pollença (‚Bucht von Pollença‘) gelegene Bocchoris als eine mit Rom verbündete Stadt.

## Lage

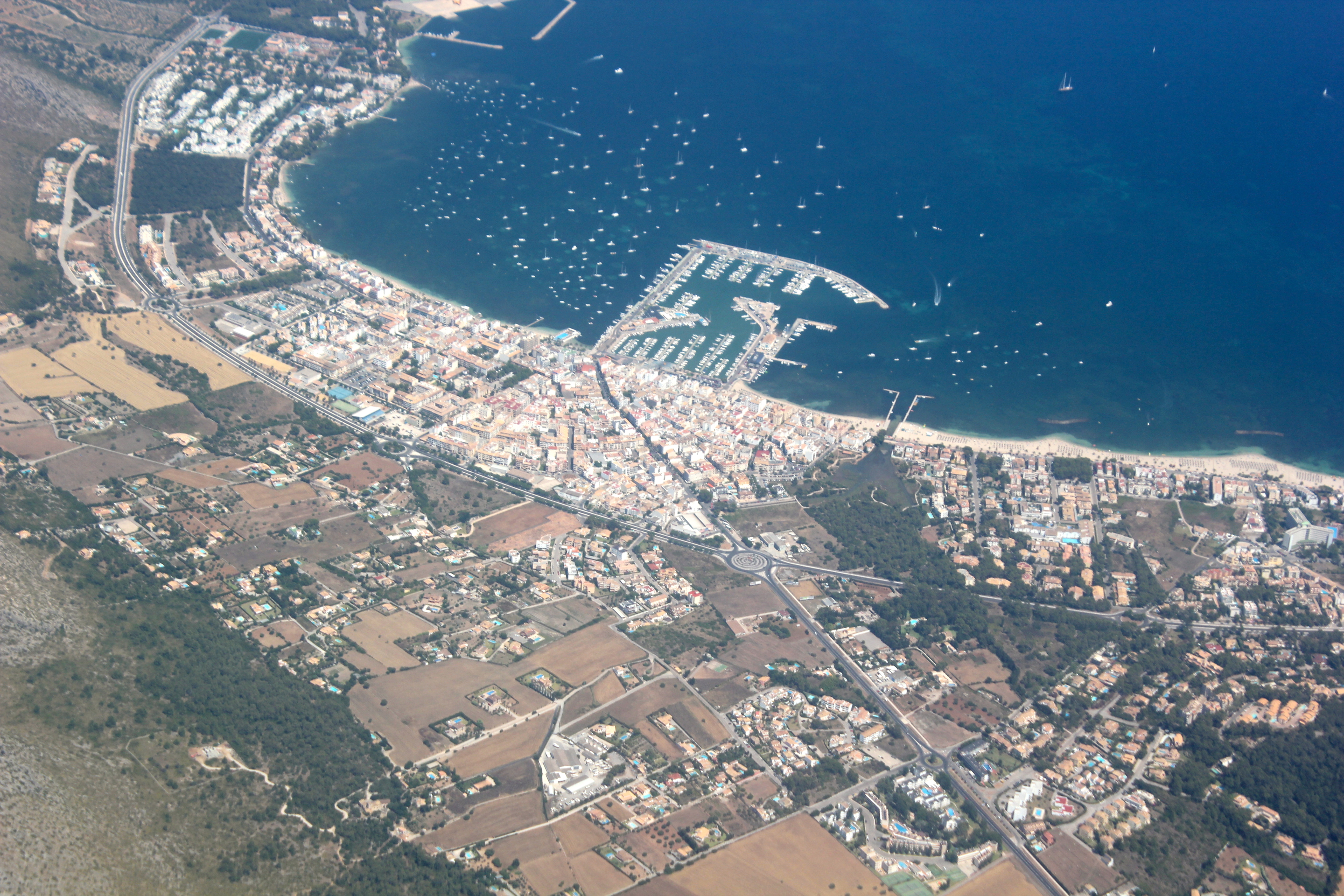
Lage an der Badia de Pollença

Bocchoris lag nordwestlich des heutigen Port de Pollença auf dem Gebiet Pedret de Bóquer am Eingang des Vall de Bóquer (‚Tal von Bóquer‘), das bis zur Cala Bóquer an der Nordküste reicht. Die entsprechenden Namen gehen auf das antike Bocchoris zurück. Das 75.545 m² große geschützte Gebiet el Pedret an der Umgehungsstraße MA-2200 misst etwa 365 × 210 Meter. Es wird vom Sturzbach Torrent de Bóquer in annähernd zwei gleich große Flächen geteilt.

## Geschichte und Beschreibung
Älteste Spuren einer Siedlung gehen auf 1400 v. Chr. zurück. Dabei handelt es sich um die Überreste eines runden Talaiots sowie einige stark zerstörte Räume und Wandabschnitte aus der Zeit der Talaiot-Kultur. Aus römischer Zeit ist ein kurzer Abschnitt der Stadtmauer mit Eingangstor sichtbar. Bei neueren Ausgrabungen wurden Reste römischen Pflasters, eine Lagerstätte für Flüssigkeiten (wahrscheinlich Wein oder Öl), zahlreiche Reste von Purpurschnecken, eine Münze aus dem frühen 4. Jahrhundert und ein Nadelkopf freigelegt. Ein Becken deutete man als Teil einer kleinen Werkstatt zur Extrahierung von Purpur.
In der Nähe der Überreste von Bocchoris wurden zwei bronzene Patronatstafeln (tabulae patronatus) gefunden. Sie können in die Jahre 10 v. Chr. und 6 n. Chr. datiert werden. Die 1951 in der Badia de Pollença gefundene Tafel von 10 v. Chr., dem Jahr der Konsuln Iullus Antonius und Africanus Fabius Maximus, gibt den ehemaligen Konsul M. Crassus Frugi als Patron von Bocchoris an. Die Inschrift lautet:
| [Iullo Ant]onio Fabio Africano a(nte) d(iem) XVII k(alendas) Apriles. Civitas Bocchoritana ex insula Baliarum Maiorum patronum coptavit M. Crassum Frugi leiberos posterosque eius. M. Crassus Frugi eos in suam suorumque clientelam recepit. Egerunt C. Coelius C. F. et C. Caecilius T. F. legati |  |  | Unter Iullus Antonius, Fabius Africanus am 17. Tag vor den Kalenden des April.[6] Die Stadt Bocchoris von der Insel Baliaris Maior hat M. Crassus Frugi, seine Kinder und Nachkommen zum Patron gewählt. M. Crassus Frugi hat sie in sein und der Seinen Gefolge aufgenommen. Ausgeführt haben das C. Coelius C. F. und C. Caecilius T. F., Legaten |
Die andere Patronatstafel wurde 1765 gefunden. Ihre Inschrift stammt aus dem Jahr 6 n. Chr., dem Jahr der Konsuln Marcus Aemilius Lepidus und Lucius Arruntius, und gibt den römischen Senator Marcus Atilius Vernus als Patron an. Die Inschrift lautet:

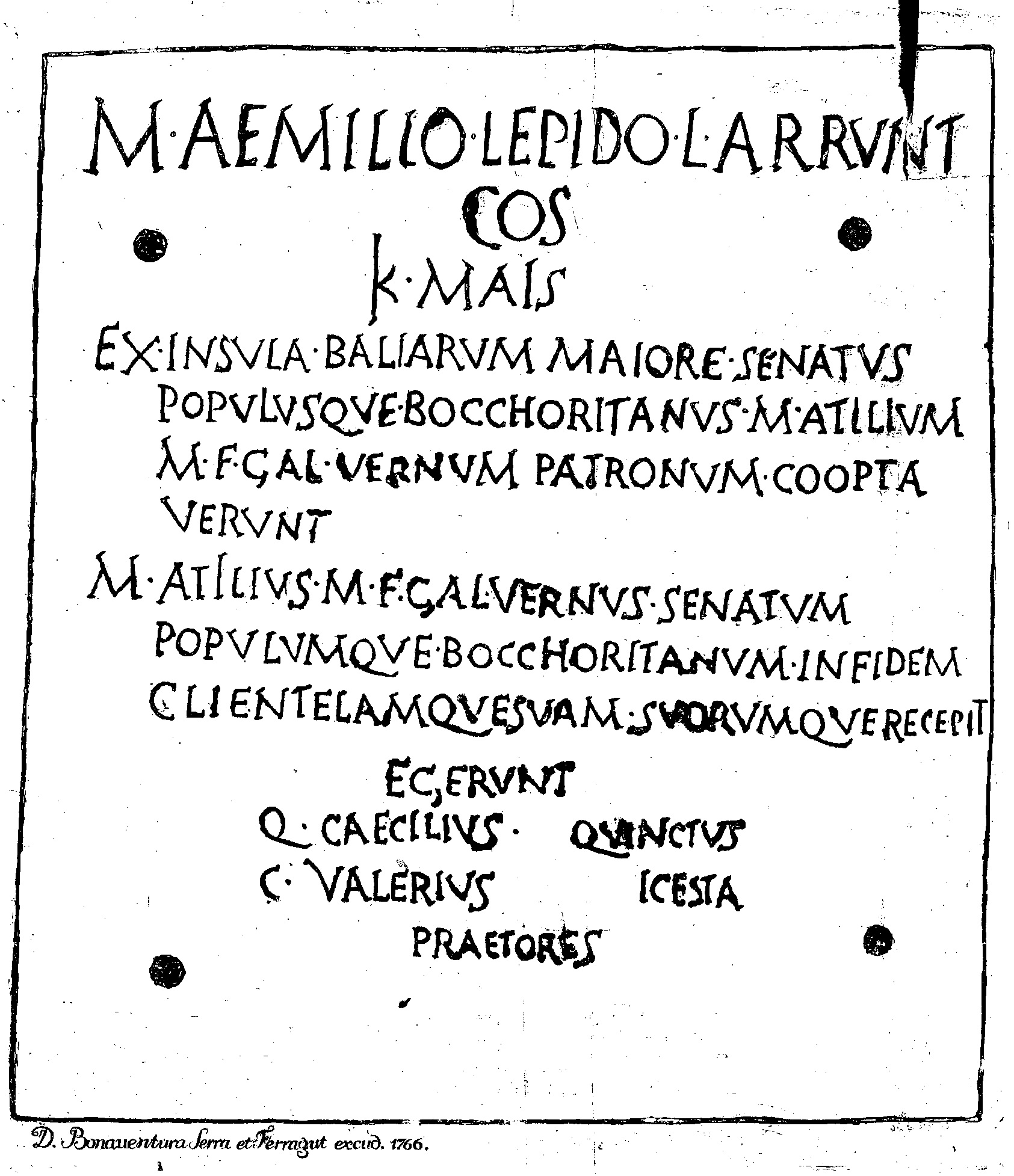
Tabula Patronatus Bocchoritanus

| M. Aemilio Lepido, L. Arrunt(io) co(n)s(ulibus) k(alendis) Mais. Ex insula Baliarum Maiore senatus populusque Bocchoritanus M. Atilium M. F. Gal(eria) Vernum patronum coopta verunt M. Atilius M. F. Gal(eria) Vernus senatum populumque Bocchoritanum in fidem clientelam que suam suorumque recepit. Egerunt Q. Caecilius Quintus C. Valerius Icesta praetores |  |  | Unter M. Aemilius Lepidus, L. Arruntius als Konsuln an den Kalenden des Mai.[8] Von der Insel Baliaris Maior haben Senat und Volk von Bocchoris M. Atilius M. F. Gal(eria) Vernus zum Patron ge- wählt. M. Atilius M. F. Gal(eria) Vernus hat Senat und Volk von Bocchoris in den Schutz und seine und der Seinen Gefolgschaft aufgenommen. Ausgeführt haben das Q. Caecilius Quintus, C. Valerius Icesta, Prätoren |
Plinius der Ältere erwähnte Bocchoris im dritten Buch seines um 77 n. Chr. entstandenen Werkes Naturalis historia (Naturgeschichte). Dort heißt es zu den Balearischen Inseln:
“Baliares funda bellicosas Graeci Gymnasias dixere. maior C p. est longitudine, circuitu vero CCCCLXXV. oppida habet civium Romanorum Palmam et Pollentiam, Latina [G]uium et Tucim, et foederatum Bocchorum fuit.” (deutsch: „Die Balearen, deren Bewohner besonders gut mit der Schleuder umzugehen wissen, nennen die Griechen die Gymnasischen. Die größere (Mallorca) hat eine Länge von 100.000 Schritten und einen Umfang von 475.000 Schritten. Von ihren Städten haben Römisches Bürgerrecht: Palma und Pollentia; Lateinisches: Guium und Tucis; eine verbündete Stadt war Bocchoris.“)
Die Fundstätte von el Pedret ist seit 1966 unter der Nummer RI-51-0002587 als archäologisches Monument (Monument arqueològic) registriert. Ab 2001 fanden auf dem Grundstück der Familie Capllonch partielle Ausgrabungen unter der Leitung von Josep Merino und Magdalena Estarellas statt, die 2009 aufgrund fehlender weiterer Finanzierung eingestellt wurden. Während der Grabungen kam es mehrfach zu Diebstählen und Zerstörungen des Fundplatzes. Ab November 2012 war geplant, den Camí de Cala Bóquer, den Wanderweg zur Cala Bóquer, durch das Gelände der archäologischen Stätte zu führen.